# Darian Townsend
Darian Roy Townsend (ur. 28 sierpnia 1984 w Pinetown) – południowoafrykański pływak specjalizujący się w stylu dowolnym, uczestnik Igrzysk Olimpijskich 2004, 2008 oraz 2012.
Na Igrzyskach Olimpijskich 2004 w Atenach zdobył złoty medal olimpijski, razem z Rolandem Schoemanem, Lyndonem Fernsem oraz Rykiem Neethlingiem. Sztafeta południowoafrykańska pobiła wówczas rekord świata wynikiem 3:13,17 min.